# 73692 Гюртлер
73692 Гюртлер (73692 Gürtler) — астероїд головного поясу, відкритий 12 вересня 1991 року.
Тіссеранів параметр щодо Юпітера — 3,452.